# Fortino di Sant'Ignazio
Il fortino di Sant'Ignazio o forte di Sant'Ignazio è un'architettura militare situata sul colle di Sant'Elia, nel comune di Cagliari. Sorge a circa 94 metri sul livello del mare.
Edificato nel 1792, in epoca sabauda, su progetto dell'ingegnere militare Franco Lorenzo, la sua funzione era quella di far fronte agli eventuali attacchi da parte dei Francesi. Dal 1804 divenne ricovero per gli individui colpiti da malattie contagiose.

## Storia
La storia dei colli Sant'Elia e sant'Ignazio inizia in età prenuragica e nuragica, con continuità nel periodo fenicio e romano. Fra l'VII e il IX secolo, s'insediò un nucleo di eremiti cristiani comprendente Sant'Elia e san Giovenale che edificarono un luogo di rifugio, poi trasformato nella chiesa di Portu Salis dai monaci vittorini di Marsiglia, che dimorarono qui per tre secoli a partire dal 1089.

Nel 1366, le loro proprietà furono trasferite ai feudatari aragonesi, che vi costruirono quattro torri (torre del Poueht, torre di Cala Fighera, torre di Calamosca e torre de su Perdusemini), e ai Carmelitani, che nel 1621 furono indotti dalle incursioni barbaresche ad abbandonare il luogo per stabilirsi in città.
A seguito del fallito tentativo di invasione della Sardegna condotto dalla Francia rivoluzionaria sul finire del XVIII secolo, il governo sabaudo trasformò la torre cannoniera ispanica in un forte casamattato. La difesa del golfo cagliaritano fu prioritariamente affidata ai forti di Sant’Elia e di Sant’Ignazio, situati nei colli omonimi.

I lavori iniziarono nel dicembre 1793 e, dopo il collaudo del 30 marzo 1795, furono terminati con relative parti accessorie tre anni più tardi.
Nel frattempo, era venuta meno la stessa ragion d'essere del sito militare, che non entrò mai in servizio e fu riadibito all'uso di Torre dei Segnali, finché nel 1842 fu soppressa la Reale Amministrazione delle Torri.

Una serie di demolizioni successive al disarmo lasciò poche tracce dell'antica Torre Sant'Elia, retta su un precedente faro di epoca pisana, risalente al periodo giudicale, come il porticciolo del sale (Portu Sais) che si trovava nell'odierna Marina Piccola.